# Cato (cognomen)
Het cognomen Cato, mogelijk van Etruskische afkomst, is verbonden met het woord catus (lat.: scherpzinnig; gewiekst, slim). De betekenis van het cognomen is dan ook: 'sluw maar nerveus en gespannen'. In republikeinse periode was de naam verbreid in de gentes Hostilia en Valeria, en zeer prominent in de gens Porcia. Door de Cato's uit deze laatste gens werd "Cato" synoniem voor een conservatief Romein. Zelden gebruikt als nomen gentile. Men kent dan ook verschillende personen uit de Romeinse Oudheid met dit cognomen:
Gens Porcia
- Marcus Porcius Cato Censorius maior (234-149 v.Chr.), consul in 195 v.Chr., censor in 184 v.Chr.
- Marcus Porcius Cato Licinianus (? - 152 v.Chr.), oudste zoon van M. Porcius Cato Censorius.
- Marcus Porcius Cato Salonianus (154 - ? v.Chr.), jongste zoon van M. Porcius Cato Censorius.
- Marcus Porcius Cato (I) consul in 118 v.Chr., oudste zoon van Cato Licinianus.
- Gaius Porcius Cato consul in 114 v.Chr., jongste zoon van Cato Licinianus
- Marcus Porcius Cato (II) volkstribuun, oudste zoon van Cato Salonianus, vader van Cato Uticensis minor.
- Lucius Porcius Cato (? - 89 v.Chr.) consul in 89 v.Chr., jongste zoon van Cato Salonianus.
- Marcus Porcius Cato (III) praetor, enige zoon van Marcus Porcius Cato (I)
- Marcus Porcius Cato Uticensis minor (95-46 v.Chr.), zoon van M. Porcius Cato (II), praetor in 54 v.Chr.
- Marcus Porcius Cato (IV) (? - 42 v.Chr.) oudste zoon van Cato Uticensis minor uit diens eerste huwelijk met Atilia.
- Porcius Cato zoon van Cato Uticensis minor uit diens tweede huwelijk met Marcia.
- Publius Valerius Cato, een van de poetae novi
- Gaius Porcius Cato Adulescens